# Hyposcada ecuadorina
Hyposcada ecuadorina är en fjärilsart som beskrevs av Felix Bryk 1953. Hyposcada ecuadorina ingår i släktet Hyposcada och familjen praktfjärilar. Inga underarter finns listade i Catalogue of Life.